# 明治天皇と日露大戦争
『明治天皇と日露大戦争』（めいじてんのう と にちろだいせんそう）は、1957年（昭和32年）公開、渡辺邦男監督、新東宝製作による戦争映画である。

## 概要
ロシアの南下政策に戦々恐々とする人々、武力侵攻を主張する七博士、御前会議、国交断絶……と、日露戦争開戦までの経緯が描かれ、仁川上陸、旅順港封鎖、黄海大海戦、203高地、奉天入城、日本海海戦、大勝利の提灯行列までを、明治天皇の御製を織り込みながらパノラミックに描いた歴史ドラマ。

### 製作開始まで
大蔵貢が社長に就任し、渡辺邦男監督の手腕の下、態勢立て直しを図る新東宝だったが、ヒット作が続かなかった。そこで大蔵社長は、それまでの日本映画では天皇の姿を出すこと自体がタブーだった中、「ここ一番の大勝負」と、天皇をネタにすることを思いついた。1957年（昭和32年）正月、前年に宝塚映画をやめ新東宝に入社した嵐寛寿郎（以後愛称「アラカン」で表記する） の京都の自宅に、「5月のゴールデン・ウィークに超大作を出すので主役を演ってほしい、ついては社長直々に相談をしたい」と大蔵から使いが来た。アラカンはずいぶん先の話にしては性急なと、内容について聞いたが「日露戦争の話としか聞いてません、詳細は社長と渡辺監督から申し上げます、ともかくお出で下さい」と切り口上で返すだけ。アラカンは「正月早々から何とけたたましい、乃木将軍でも演れとゆうことかいな」と思ったという。
翌日、東京本社に出向いたアラカンに、大蔵は「明治天皇を演ってほしい」と切り出した。アラカンは吃驚仰天し、「そらあきまへん、不敬罪ですわ、右翼が殺しに来よります」と断ったが、渡辺監督は涼しい顔で「大丈夫や、ボクかて右翼やないか」と返し、大蔵は「この作品に社運をかける、総天然色、大シネスコ、製作費2億円」と熱弁を振るい、「寛寿郎くん、大日本最初の天皇役者として歴史に残りたいと思わんかねキミイ」と説得にかかった。元活動弁士仕込みの説得力もあり、アラカンは「シネマ・スコープ」に心が動き、「考えさせてもらいます」と答えた。
ところが翌日の新聞には、でかでかと「『明治天皇と日露大戦争』、主役を引き受けた嵐寛寿郎、恐く感激云々」と宣伝部が談話をでっちあげて発表してしまっていた。こうしてアラカンは、この大役を引き受けざるを得なくなった。

### 日本初の「天皇役者」
アラカンは、前代未聞の明治天皇役をどう演じるか悩んだ。その姿を見た大蔵は一計を案じ、アラカンが撮影所に来る時にはハイヤーで送迎し、ハイヤーが新東宝撮影所に到着すると大蔵以下新東宝の重役、スタッフが勢揃いして出迎えし「陛下のおなり」と呼び合うことを日課とした。アラカンは後年、この日課により「自分が本当に天皇陛下になった気分がした」と述懐している。
アラカンは日本初のこの大役に、「雲の上のお方で人間臭い演技でけしません、ニッコリ笑うてもあかん、とゆうて能面のように無表情ではアホにしか見えん」と四苦八苦する。「もし昭和天皇をそっくり真似したらそれこそ不敬罪、喜劇になってしまいよる、お手本おまへん」、「象徴的にイメエジつくらんならん、これが天皇陛下やと見る人に納得させな主役として落第や、ほんまに苦労しました、この役づくりは」と振り返っている。
撮影に入ると、宮家の人間や元・海軍中将といった人たちが大勢来て、顧問料をもらっていろいろと指導してくれた。が、実際は誰も明治天皇をそばで見た者などおらず、その通りにやっても芝居にならないため、アラカンはハイハイと聞き流したという。結局、「おのれの心にあるイメエジで、恐れ多いお方や、大偉人やと思うままに演じればよい」と思い当たったが、そこまでが苦労だったという。宮内庁からは「皇室関係を描くときには宮内庁の許可を得よ」とクレームが来たが、このときも天皇になったつもりで「さようか、よきにはからえ、まことに気分がよろしい」という調子だった。
総天然色ということで照明の量が通常の4倍となり、天皇役だけに直立不動を強いられた。ほかの俳優が撮影の合間に外へ風に当たりに出ても、アラカンだけは椅子に身動き一つせずに腰かけて待っているという状態で、おかげであせもだらけになったという。

### 日本初のシネマスコープ超大作映画
こうして1956年（昭和31年）12月、「日本初のシネマスコープ大型映画」として製作を開始した本作は、翌1957年、当時の天皇誕生日の4月29日に、「総天然色・シネパノラミック方式“大シネスコ”」、「全国民が一人残らず見る映画！」と銘打って公開された。
大蔵の意気込みに反し、日本初のシネマスコープ映画としては東映が『鳳城の花嫁』をシネマスコープで急遽製作、4月2日に公開したため、記録は奪われた。本作の製作当初の広告にあった「日本最初の大シネスコ遂に出現！」の一文は、公開時には使えなかった。
戦艦三笠とクニャージ・スヴォーロフのミニチュアには、主砲が自動射撃出来る精巧なものが使用された。作家の中野重治は、自宅の桜の枝がスタッフによって伐られて、この映画の背景に使われたと記録している。後年の戦争映画のように特撮が前面に出た作品ではなく、新東宝という弱小会社の制約からオールスターとも言い難いキャストではあるが、美術その他で十二分に超大作の威容は備えており、特に群衆シーンは日本映画史上でも特筆すべき規模となっている。
「商売人」として知られる大蔵社長の発案で、シネマスコープの設備が間に合わない劇場と、学校などでの巡回用に、本作はシネスコカメラとスタンダードカメラの2台のカメラを並べて同時撮影が行われ、「シネスコ版」と「スタンダード版」の2種類が作られた。西本正がカメラを回したスタンダードサイズ版は、2週遅れの同年5月14日に公開された。
1957年（昭和32年）7月11日、皇居内で昭和天皇が視聴したが、上映にあたり初めてワイドスクリーンを使用することとなった。

### 空前絶後の大ヒット
作品完成後に行われた試写会は、ときの皇太子（現・明仁上皇）も鑑賞した。近代の天皇を俳優（嵐寛寿郎）が演じることに対し「不謹慎ではないか」という批判や、試写会後にも「敗戦後10年少々しか経っていない今、50年も前の勝ち戦を描く企画に無理がある」という『朝日新聞』の映画評もあったが、公開されるや空前絶後の記録的な大ヒット映画となった。
新東宝の上映館は数が少なかったため、松竹映配に依頼して上映館を増やしたが、都内では新宿オデヲン座、池袋・文芸座、目黒ライオン劇場といった2流、3流の映画館ばかりでの上映だった。それが映画興行史上の大記録を打ち立てたのである。上映した全ての映画館はすし詰めの超満員となった。客席ぐるりをラッシュアワー並の立ち見客が囲み、中央通路や最前列前の通路まで隙間なく床に座る観客、ロビーにまで人があふれ、上映が始まってもドアが閉められないほどだった。戦前の日本と日本人の姿がそのまま再現された映画であり、進駐軍の占領を経て戦前の日本と手を切ったはずの民衆に衝撃を与えた。
観客動員数は2000万人、「日本人の5人に1人が観た」と言われ、日本の映画興行史上の大記録を打ち立てた。配給収入5億4000万円は、封切映画の入場料150円の時代の大記録であった。日本語版のまま封切られた台湾でも、同地で公開された日本映画史上最大の観客動員数を記録している。
1958年（昭和33年）1月23日、アメリカ合衆国のニューヨーク近代美術館（MoMA）で、 Emperor Meiji and the Great Russo-Japanese War のタイトルで上映された。

### アラカンと「明治天皇」
劇場では、嵐寛寿郎演じる明治天皇が登場すると思わず手を合わせる人も多かったという。その結果、姉妹篇である『天皇・皇后と日清戦争』（新東宝、1958年）や『明治大帝と乃木将軍』（新東宝、1959年）のほか、事実上その総集編である『明治大帝御一代記』（大蔵映画、1964年）まで作られた。嵐寛寿郎は、『日本ロマンス旅行』（新東宝、1959年）で仁徳天皇を、『皇室と戦争とわが民族』（新東宝、1960年）で神武天皇を演じている。「新東宝創立十周年映画」の『新日本珍道中・東日本の巻』（1958年）でも再び明治天皇を演じている。
大蔵社長によるこれら天皇役の「二番煎じ」のごり押しにはアラカンも辟易し、「仏の顔も三度や、こうたびたび天皇をやっていいものやろかと思いました」と語っている。公開後、封切りだけで興収8億円という空前の大ヒットに大蔵社長は得意満面で、アラカンに「寛寿郎くん、御苦労でした」と10万円（当時）のボーナスをはずんだ。アラカンは「8億円稼いで10万円、ゼニ残す人は違いますな」と皮肉っているが、「アセモ代」だと思ってこれを受け取った。
が、京都に戻ったアラカンに宣伝部が「東劇で凱旋興行をやるから（天皇の）衣装を着けて挨拶に出てくれ」と社長命令を伝えてきた。アラカンは「あの10万円、ギャラやったんか」と呆れかえり、「すまんがお断りや、皇室を利用にてゼニもうけてもかめへん、ワテの知ったこっちゃない、せやけど少しは遠慮しなはれ、明治天皇サンドイッチマンにする了見か」と返したところ、それで沙汰やみになったという。
アラカンはこの役を終わればまた、ただの役者と割り切っていたが、世間はそれで許してくれなかった。これ以後、小学生まで明治天皇の写真を見て「アラカンだ」と言い、天皇崇拝者たちからは達筆で「貴方様が生活の為と言え、下らぬ剣戟映画等に出演をして居られますのは誠に遺憾千万の事に御座候」などと手紙が来る始末であった。「剣戟スタア」としてこれにはアラカンも「ほっといてもらいたい」と憤慨し、「ほんまに忠義な人は戦争中に死んでしもた、これが天皇はんの不幸、日本の不幸や」と嘆き、「今になればひとつの勲章、天皇はん演れたのも役者冥利」としながらも、「しばらくの間は恨みのネタでしかおまへなんだ」と振り返っている。

### 大蔵ワンマン体制の確立
大蔵貢は本作に「社運をかける」として大変な意気込みで、キャストもスタッフも新東宝の人員だけでやる、他所からは呼ばないとの方針で文字通り総力結集、社内一丸となって制作にあたった。結果、本作の大ヒットで新東宝はそれまでの負債を一気に完済した。批判を恐れず大胆な企画を実現させた点で、新東宝社長就任2年目にして大蔵の手腕が認められたが、この桁外れの大ヒットが同社における大蔵のワンマン体制を加速させることとなった。
公開後の年末年始の大蔵社長の挨拶はかなり鼻息も荒く、「他社は問題じゃない」と天下を取ってやるとの意気込みで、「目立ったスタアは必要なく、新体制以前のように他社からスタアや監督を呼ばなくともやれるのだ」との、持論である「企画第一主義」を強調したという。「社内の役者や監督しか使わない」との方針は、これは若い役者や監督にチャンスを増やすことであり、彼らにとっては希望を持たせるもので、結果的に本作の大成功が社内での大蔵社長への評価を高め、大蔵ワンマン体制への転換点となっている。このワンマン体制は作品の主題を俗化させたが、一方で石井輝男の『地帯』シリーズのようなハイカラ・モダニズムと怪談映画のような土俗的テーマの激突を起こし、新東宝の個性となっていく。

### 特別興行
1971年、この年9月から10月にかけて昭和天皇と香淳皇后が行ったヨーロッパ訪問を受け、大蔵映画の主導により「天皇陛下ご訪欧記念特別上映！」と銘打った、ニュープリントによるロードショーが行われた。
東京都内では、上野OP劇場（＝旧・上野オークラ劇場）にて1本立で公開（11月9日 - 同月18日）、北海道では札幌大映劇場にて『忠臣蔵』との2本立で公開された（10月23日 - 11月2日）。
また2012年7月30日には、明治神宮の「明治天皇百年祭」において、一般向けに敷地内で屋外上映された。

## キャスト
- 嵐寛寿郎 （明治天皇）

元老
- 阿部九洲男 （伊藤博文）
- 高田稔 （山縣有朋）
- 武村新 （松方正義）
- 藤田進 （井上馨）

内閣・侍従
- 岬洋二 （桂太郎首相）
- 江川宇礼雄 （山本権兵衛海相）
- 廣瀬恒美 （寺内正毅陸相）
- 原文雄 （小村寿太郎外相）
- 倉橋宏明 （曾禰荒助蔵相）
- 三原純 （日野西資博侍従）

大本営・侍従武官
- 信夫英一 （大山巌元帥・陸軍大将）
- 芝田新 （児玉源太郎陸軍大将）
- 広瀬康治 （長岡外史陸軍少将）
- 中村彰 （伊東祐亨海軍大将）
- 沼田曜一 （伊集院五郎海軍中将）
- 細川俊夫 （岡沢精侍従武官長）

艦隊司令部
- 田崎潤 （東郷平八郎海軍大将）
- 鳥羽陽之助 （上村彦之丞海軍中将）
- 浪野幹雄 （瓜生外吉海軍少将）
- 丹波哲郎 （島村速雄海軍少将）
- 天城竜太郎 （加藤友三郎海軍少将）
- 小笠原竜三郎　（藤井較一海軍大佐）
- 明智十三郎 （秋山真之海軍中佐）

司令部閉塞隊・他
- 沢井三郎 （艦隊参謀）
- 若月輝夫 （艦隊参謀）
- 小浜幸夫 （海相副官）
- 岡竜弘 （有馬良橘海軍中佐）
- 宇津井健 （広瀬武夫海軍少佐）
- 有馬新二 （杉野孫七一等兵曹）
- 加藤章 （成川揆海軍大佐）

旗艦三笠
- 小森敏 （片岡七郎海軍中将）
- 国方伝 （三笠副長）
- 菊地双三郎 （三笠分隊長）
- 松方信 （三笠砲術長）
- 高村洋三 （三笠砲手）
- 千葉徹 （三笠測定員）
- 中村文也 （少尉候補生）

第三軍司令部
- 林寛 （乃木希典陸軍大将）
- 高島忠夫 （乃木保典陸軍歩兵少尉）
- 中山昭二 （伊地知幸介陸軍少将）
- 村山京司 （白井中将）
- 江見渉 （山岡熊治陸軍少佐）
- 泉田洋志 （吉岡少将）
- 眞木裕 （副官）
- 三村恭二 （川上俊彦）

静岡連隊
- 大谷友彦 （関谷銘次郎連隊長）
- 若山富三郎 （橘周太陸軍少佐）
- 明日香実 （中山少将）
- 鮎川浩 （内田清一軍曹）
- 秋山要之助 （大島中将）
- 中村幹次郎 （中村少将）
- 白川晶雄 （砲兵隊長）

参謀・兵
- 池月正 （参謀）
- 佐山幸夫 （参謀）
- 山口多賀志 （参謀）
- 舟橋元 （砲兵）
- 西一樹 （砲兵）
- 和田孝 （近衛兵）
- 小高まさる （近衛兵）
- 松本朝夫 （出征兵士）

ロシア軍
- サベル・ジャミール （アナトール・ミハイロビッチ・ステッセル）
- ジャック・アルテンバイ （ロジェストヴェンスキー）

民間人
- 龍崎一郎 （戸水寛人博士）
- 高松政雄 （小野塚喜平次博士）
- 河合英二郎 （高橋作衛博士）
- 横山運平 （老紳士）
- 川部修詩 （司会者）
- 杉山弘太郎 （代議士）
- 御木本伸介 （代議士）※一部パンフレットには近衛兵Cと記載されているが誤り
- 天知茂 （代議士）
- 築地博 （新聞屋）
- 山川朔太郎 （新聞屋）

（タイトルには女優陣がクレジットされていないが、出征兵士を送る家族の役で出演している）
- 宇治みさ子 （出征兵士の妻）
- 筑紫あけみ （出征兵士の妻）
- 北沢典子 （出征兵士の妹）
- 花岡菊子 （出征兵士の母）

## スタッフ
- 製作委員長・原案 : 大蔵貢
- 企画 : 野坂和馬
- 原作・総監督 : 渡辺邦男
- 応援監督 : 毛利正樹
- 脚本 : 館岡謙之助
- 撮影 : 渡辺孝 シネマスコープ版、西本正 スタンダード版
- 美術 : 梶由造、黒沢治安
- 照明 : 佐藤快哉
- 録音 : 鈴木勇
- 特殊撮影 : 上村貞夫、黒田武一郎
- 大道具 : 山野由蔵
- 小道具 : 吉岡長一郎
- 背景 : 村上練三郎
- 音楽 : 鈴木静一

## 映像ソフト
- 2000年8月25日に発売イマジカ・販売エスモックよりDVDが発売された[12]。
- 2002年には、『天皇・皇后と日清戦争』『明治大帝と乃木将軍』を同時収録したDVD-BOX『新東宝名画傑作選DVD-BOX3 明治天皇3部作』が発売された[13]。

※ 上記以外にも、「日本映像株式会社」なる会社がスタンダード版をVHSビデオ化及び発売している。　さらにはレーザーディスク化もなされている。

## 関連書籍
- 中野重治『甲乙丙丁』上下巻、講談社、1969年
上下巻、講談社文芸文庫、1991年 ISBN 4061961233 / ISBN 4061961241